# Menippus
Menippus es un género de escarabajos de la familia Chrysomelidae. En 1864 Clark describió el género. Esta es la lista de especies que lo componen:
- Menippus aeneipennis (Weise, 1892)
- Menippus canellinus (Fairmaire, 1888)
- Menippus cervinus (Hope, 1831)
- Menippus clarki Jacoby, 1884
- Menippus cynicus Clark, 1864
- Menippus dimidiaticornis Jacoby, 1889
- Menippus fugitiva (Lea, 1926)
- Menippus metallicus (Baly, 1886)
- Menippus nigroceruleus Jacoby, 1886
- Menippus philippinensis Jacoby, 1894
- Menippus viridis (Duvivier, 1884)